# Kostel svatého Martina (Robeč)
Římskokatolický farní kostel svatého Martina v Robči, části města Úštěka v okrese Litoměřice, je raně barokní sakrální stavba nacházející se v horní části oválné svažité návsi. Od roku 1964 je kostel chráněn jako kulturní památka. Kulturní památkou České republiky je i barokní fara na čp. 1 stojící v sousedství kostela.

## Historie
Kostel pochází podle některých pramenů již z počátku 12. století. Jako farní kostel je zmiňován v roce 1145. Obec Robeč patřila až do husitských válek do majetku pražského biskupství a za třicetileté války byla zničena. Gotický kostel s věží ze 13. století byl přestavěn raně barokně po roce 1650. Koncem 18. století přestavěn a obnoven v roce 1880. Od roku 2004 je v soukromých rukou, a je postupně opravován.

## Architektura
Jedná se o obdélnou, jednolodní stavbu s odsazeným pravoúhlým presbytářem, západní předsíní a hralovou věží (původně gotickou) věží při severním boku. Barokní průčelí je s volutovým štítem. Okna jsou obdélná s půlkruhovými záklenky. V rozeklaných trojúhelných frontonech jsou podstavce s koulemi.
Uvnitř je plochý strop. Pouze v sakristii v přízemí věže je křížová klenba s těžkými kamenným žebry klínového profilu ze 13. století. Na stěnách za velikými skříněmi jsou údajně starší malby. Interiér je zdoben štuky z 18. století.

## Zařízení
Hlavní oltář je pozdně barokní ze druhé poloviny 18. století. Má točené sloupy, pilastrové svazky a plastické doplňky. Nese dvě zlacené sochy sv. Augustina a sv. Řehoře. Na bočních brankách se nacházejí sochy sv. Ondřeje a sv. Pavla. Titulní obraz je pozdně barokní ze druhé poloviny 18. století. Dva boční oltáře sv. Františka Xaverského a sv. Petra z Alcantary jsou s diagonálními pilastrovými křídly, rokajovými doplňky a dvojicí soch. Pozdně barokní kazatelna pochází z poloviny 18. století. Je členitých tvarů. Jsou na ní četné figury a řezané doplňky. Kazatelna je výrazně lepší umělecké úrovně než oltáře, ačkoliv spolu s nimi byla opatřena hrabětem Janem Josefem Hartmannem ze Sukorad († 1756?), který se sám zabýval sochařstvím. Obrazy sv. Jana Nepomuckého a sv. Kryštofa, který je připisován Karlu Škrétovi, se nacházejí v oválných barokních akantových rámech z konce 17. století. Jsou velmi bohatě řezané a nově byly bronzované v roce 1883. Na triumfálním oblouku se nachází pozdně barokní socha Ecce homo z konce 18. století. V kostel jsou dva pozdně barokní relikviáře. V lodi se nachází krucifix v životní velikosti, zřejmě z 19. století. Barokní dubové lavice z období po roce 1700. Na bočních čelech jsou bohatě řezané, zdobené akantem s páskou. Cínová křtitelnice, která pochází z původního kostela zničeného v roce 1640 švédským vojskem, je pozdně gotického typu a pochází z poloviny 16. století. Má figurální reliéfy pod kružbovými baldachýny a má vysoké víko.

## Okolí kostela
Za kostele jem na čp. 1 barokní fara. Na volutovém štítu s delfíny fara je opatřena nápisem s letopočtem 1696. Severně za vsí se nachází litinový křížek na podstavci empírových tvarů z poloviny 19. století. Křížek byl obnoven roku 1918.